# Schilde
Schilde is een plaats en gemeente in de Belgische provincie Antwerpen. De gemeente ligt in het Schijnbekken en telt ruim 20.000 inwoners. Schilde behoort tot het kieskanton Zandhoven en is de hoofdplaats van het gerechtelijk kanton Schilde.
In 2008 werd Schilde de meest aangename gemeente in Vlaanderen bevonden door een studie van de Université catholique de Louvain (UCL) in opdracht van Knack.

## Toponymie
Over de betekenis van de naam Schilde bestaat geen zekerheid. De meest aanvaarde verklaring is dat de naam evolueerde uit "Scint-Lo" wat zoveel wil zeggen als "beboste plaats aan de Scint of Schijn". De oudste vermelding van Schilde vindt men in een oorkonde uit 1145. Daarin is sprake van Radbout van Craeynem, zoon van Lambert, "Heer van Scille".

## Geschiedenis

### Middeleeuwen
In de 12e eeuw schonk Zeger van Craeynem een deel van zijn goed te Schilde aan de abdij van Affligem. Deze abdij zou in de loop der tijd nog belangrijke goederen in de gemeente verwerven en haar stempel drukken op het parochiaal leven. De verering van Sint-Guibertus, stichter van de abdij van Gembloers, kwam via Affligem naar Schilde. Daar werd de heilige tot parochiepatroon uitgeroepen.
Met het groeiend prestige van het Hertogdom Brabant steeg de aantrekkingskracht van Schilde op adellijke geslachten. Aanvankelijk kwamen die vooral uit de omgeving van het hertogelijk hof. Vanaf het einde van de 14e eeuw kreeg de familie van de Werve Schilde in haar greep. Op twee korte onderbrekingen in de 17e en de 18e eeuw na zouden de van de Werves tot het midden van vorige eeuw Schilde in handen houden.

### Ancien régime
De economische ontwikkeling van Schilde kreeg een eerste impuls in 1745 toen de oude kasseiweg Antwerpen-Deurne tot hier werd doorgetrokken. Stilaan zou de dorpskern verhuizen naar de nieuwe Turnhoutsebaan. Deze beweging kreeg nog meer vaart toen in 1885 de tramlijn Antwerpen - Hoogstraten langs hier werd aangelegd. De tramverbinding kwam niet enkel de handel ten goede. Ook vele kunstenaars vonden hun weg naar het landelijke Schilde. Dankzij de naoorlogse ontwikkelingen groeide Schilde in de tweede helft van de 20e eeuw uit tot een grote en een van de welvarendste gemeenten in de Antwerpse periferie.

### Moderne Tijd
Tussen 1906 en de Eerste Wereldoorlog werden in 's-Gravenwezel en Schilde twee versterkingen gebouwd van de Stelling van Antwerpen, respectievelijk het Fort van 's Gravenwezel en de Schans van Schilde. Deze forten werden later, tussen 1937 en 1939, verbonden door de Antitankgracht, om Antwerpen te verdedigen tegen vijandelijke tanks.
Na de dood van de weduwe van baron Gaston van de Werve, in 1953, werd het kasteel van Schilde gesloopt en de uitgestrekte bezittingen verkocht en later verkaveld. Daarmee nam de ontwikkeling van Schilde tot residentiegemeente een hoge vlucht. De bevolking steeg van iets meer dan 4000 in 1950 tot ver boven de 10.000 in 1976. Vandaag telt Schilde (zonder 's-Gravenwezel) meer dan 13.000 inwoners.

## Geografie

### Deelgemeenten
| # | Naam           | Opp. (km²) | Inwoners (2020) | Inwoners per km² | NIS-code |
| - | -------------- | ---------- | --------------- | ---------------- | -------- |
| 1 | Schilde        | 21,05      | 13.429          | 638              | 11039A   |
| 2 | 's Gravenwezel | 15,05      | 6.441           | 428              | 11039B   |

### Kernen
De gemeente telt twee deelgemeenten, met name 's-Gravenwezel en Schilde. Daarnaast is er het gehucht Schilde-Bergen.

### Aangrenzende gemeenten
| Aangrenzende gemeenten | Aangrenzende gemeenten | Aangrenzende gemeenten | Aangrenzende gemeenten | Aangrenzende gemeenten |
| ---------------------- | ---------------------- | ---------------------- | ---------------------- | ---------------------- |
|                        |                        | Brecht                 |                        |                        |
|                        |                        |                        |                        |                        |
| Schoten                | Zoersel                |                        |                        |                        |
|                        |                        |                        |                        |                        |
| Wijnegem, Wommelgem    |                        | Ranst                  |                        |                        |

## Demografie

### Demografische ontwikkeling voor de fusie
- Bronnen:NIS, Opm:1806 tot en met 1970=volkstellingen; 1976 = inwoneraantal op 31 december

### Demografische ontwikkeling van de fusiegemeente
Alle historische gegevens hebben betrekking op de huidige gemeente, inclusief deelgemeenten, zoals ontstaan na de fusie van 1 januari 1977.
- Bronnen:NIS, Opm:1806 tot en met 1981=volkstellingen; 1990 en later= inwonertal op 1 januari

| Inwoners van jaar tot jaar op 1 januari 1992 tot heden | Inwoners van jaar tot jaar op 1 januari 1992 tot heden | Inwoners van jaar tot jaar op 1 januari 1992 tot heden |
| jaar                                                   | Aantal                                                 | Evolutie: 1992=index 100                               |
| ------------------------------------------------------ | ------------------------------------------------------ | ------------------------------------------------------ |
| 1992                                                   | 18.963                                                 | 100,0                                                  |
| 1993                                                   | 19.190                                                 | 101,2                                                  |
| 1994                                                   | 19.363                                                 | 102,1                                                  |
| 1995                                                   | 19.348                                                 | 102,0                                                  |
| 1996                                                   | 19.386                                                 | 102,2                                                  |
| 1997                                                   | 19.498                                                 | 102,8                                                  |
| 1998                                                   | 19.424                                                 | 102,4                                                  |
| 1999                                                   | 19.460                                                 | 102,6                                                  |
| 2000                                                   | 19.562                                                 | 103,2                                                  |
| 2001                                                   | 19.563                                                 | 103,2                                                  |
| 2002                                                   | 19.595                                                 | 103,3                                                  |
| 2003                                                   | 19.586                                                 | 103,3                                                  |
| 2004                                                   | 19.652                                                 | 103,6                                                  |
| 2005                                                   | 19.618                                                 | 103,5                                                  |
| 2006                                                   | 19.575                                                 | 103,2                                                  |
| 2007                                                   | 19.537                                                 | 103,0                                                  |
| 2008                                                   | 19.521                                                 | 102,9                                                  |
| 2009                                                   | 19.541                                                 | 103,0                                                  |
| 2010                                                   | 19.496                                                 | 102,8                                                  |
| 2011                                                   | 19.429                                                 | 102,5                                                  |
| 2012                                                   | 19.472                                                 | 102,7                                                  |
| 2013                                                   | 19.308                                                 | 101,8                                                  |
| 2014                                                   | 19.400                                                 | 102,3                                                  |
| 2015                                                   | 19.375                                                 | 102,2                                                  |
| 2016                                                   | 19.434                                                 | 102,5                                                  |
| 2017                                                   | 19.516                                                 | 102,9                                                  |
| 2018                                                   | 19.585                                                 | 103,3                                                  |
| 2019                                                   | 19.652                                                 | 103,6                                                  |
| 2020                                                   | 19.873                                                 | 104,8                                                  |
| 2021                                                   | 19.925                                                 | 105,1                                                  |
| 2022                                                   | 20.031                                                 | 105,6                                                  |
| 2023                                                   | 20.293                                                 | 107,0                                                  |
| 2024                                                   | 20.319                                                 | 107,2                                                  |
| 2025                                                   | 20.508                                                 | 108,1                                                  |

## Bezienswaardigheden

### Burgerlijke bouwwerken

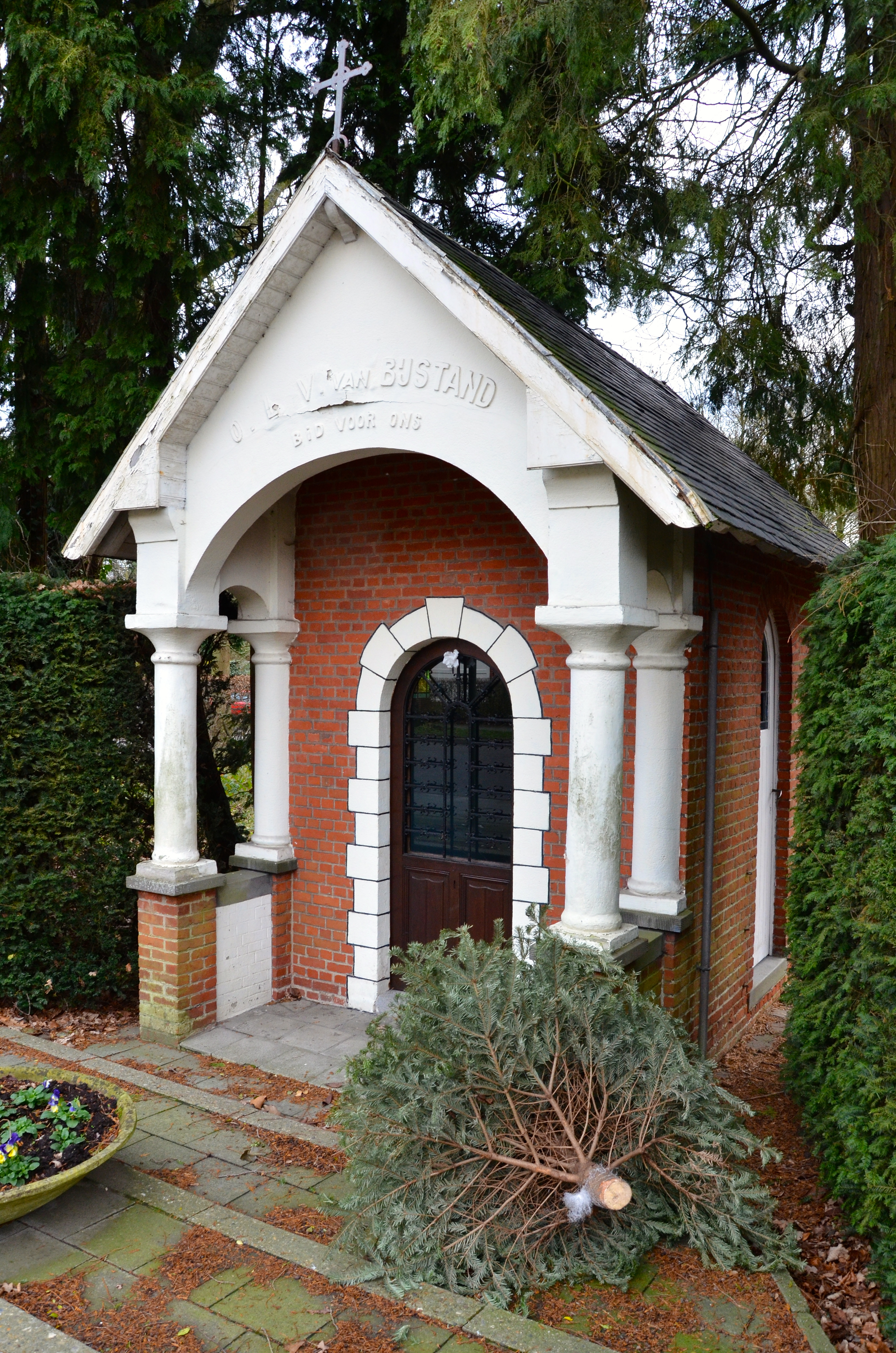
Kapel Onze-Lieve-Vrouw van Bijstand in Schilde

- Gemeentelijk domein Hof te Schilde of Hof ten Broecke: een historisch kasteeldomein met vijver, oranjerie, aangelegde tuinen en een uitgestrekt bosgebied. De blikvanger van het domein is de Dodoenstuin, een reconstructie van een 16e-eeuwse renaissancetuin zoals beschreven in het Cruydeboeck van Rembert Dodoens. Daarnaast zijn er ook nog een bloemen- en insectentuin gevestigd.
- Historische hoeven: zowel 's-Gravenwezel als Schilde bezitten enkele beschermde historische hoeven. Onder andere de Molenhoeve, De Brakken, de Dobbelhoeve, de Couwenberghoeve, de Duyvendaelhoeve.
- Kasteel Spreeuwenborg

### Religieuze bouwwerken
- De Sint-Guibertuskerk: de geschiedenis van deze kerk gaat terug tot de 14e eeuw en werd aanvankelijk gewijd aan Sint-Wijbrecht. In 1861 werd ze omgevormd tot een neogotisch driebeukig gebouw en 24 jaar later (1885) vergroot met twee sacristieën naar een ontwerp van Eugène Gife. Ook heeft de kerk twee torentjes waarvan één leidde naar de loggia van Henri van de Werve.
- De Onze-Lieve-Vrouw-ten-Hemelopnemingskerk in de wijk Schilde-Bergen. Op 30 juni 2022 werd de kerk ontwijd.

### Militaire bouwwerken
- Schans van Schilde: Maakte deel uit van de Stelling van Antwerpen.
- Fort van 's-Gravenwezel : Is vandaag gelegen in verblijfsrecreatiegebied Schildestrand en maakte deel uit van de Stelling van Antwerpen.

### Musea
- Museum Albert Van Dyck: een museum dat beschikt over een ruime collectie kunstwerken van de animistische kunstenaar Albert Van Dyck. Het museum is gelegen op de Brasschaatsebaan 30.

## Natuur en landschap
Schilde ligt in de Kempen aan de rand van de Antwerpse agglomeratie. De hoogte bedraagt 7-24 meter. Er zijn uitgestrekte villaverkavelingen die zich in het zuidwesten voortzetten in de wijk Schilde-Bergen. Ten zuiden daarvan vindt men het Albertkanaal. De belangrijkste beek is het Groot Schijn. In de omgeving zijn diverse bossen zoals het Drijhoekbos, het Picardiëbos en enkele kasteeldomeinen.

## Politiek

### Structuur
De gemeente Schilde maakt deel uit van het kieskanton Zandhoven, gelegen in het provinciedistrict Kapellen, het kiesarrondissement Antwerpen en ten slotte de kieskring Antwerpen.
| Schilde          | Schilde          | Supranationaal         | Nationaal                         | Nationaal           | Gemeenschap         | Gewest              | Provincie           | Arrondissement  | Provinciedistrict | Kanton          | Gemeente        |
| ---------------- | ---------------- | ---------------------- | --------------------------------- | ------------------- | ------------------- | ------------------- | ------------------- | --------------- | ----------------- | --------------- | --------------- |
| Administratief   | Niveau           | Europese Unie          | België                            | België              | Vlaanderen          | Vlaanderen          | Antwerpen           | Antwerpen       | Antwerpen         | Antwerpen       | Schilde         |
| Administratief   | Bestuur          | Europese Commissie     | Belgische regering                | Belgische regering  | Vlaamse regering    | Vlaamse regering    | Deputatie           | Deputatie       | Deputatie         | Deputatie       | Gemeentebestuur |
| Administratief   | Raad             | Europees Parlement     | Kamer van volksvertegenwoordigers | Vlaams Parlement    | Vlaams Parlement    | Vlaams Parlement    | Provincieraad       | Provincieraad   | Provincieraad     | Provincieraad   | Gemeenteraad    |
| Kiesomschrijving | Kiesomschrijving | Nederlands Kiescollege | Kieskring Antwerpen               | Kieskring Antwerpen | Kieskring Antwerpen | Kieskring Antwerpen | Kieskring Antwerpen | Antwerpen       | Kapellen          | Zandhoven       | Schilde         |
| Verkiezing       | Verkiezing       | Europese               | Federale                          | Federale            | Vlaamse             | Vlaamse             | Provincieraads-     | Provincieraads- | Provincieraads-   | Provincieraads- | Gemeenteraads-  |

### Geschiedenis

#### Lijst van burgemeesters
| Tijdspanne | Tijdspanne  | Burgemeester                                           |
| ---------- | ----------- | ------------------------------------------------------ |
|            | 1799 - 1847 | Joannes Jacobus Masen                                  |
|            | 1848 - 1864 | Evarist Van Cauwenberghs (katholiek)                   |
|            | 1865 - 1871 | Joannes Baptista Jacobs                                |
|            | 1871 - 1924 | Baron Henri van de Werve en van Schilde (Kath. Partij) |
|            | 1924 - 1938 | Joannes Cornelius Alphonsus Van den Sande              |
|            | 1938 - 1941 | Ludovicus Michaël Mariën                               |
|            | 1941 - 1944 | Hendrik Scheurweghs (VNV, oorlogsburgemeester)         |
|            | 1944 - 1946 | Ludovicus Michaël Mariën                               |
|            | 1947 - 1970 | Emiel De Backer                                        |
|            | 1971 - 1973 | Karel Ver Berne                                        |

| Tijdspanne | Tijdspanne   | Burgemeester                  |
| ---------- | ------------ | ----------------------------- |
|            | 1973 - 1976  | Antoon Claessens (VU)         |
|            | 1977 - 1991  | Karel Borstlap (CVP)          |
|            | 1991 - 1994  | Frans Mariën (CVP)            |
|            | 1995 - 2000  | Dirk Nuyts (CVP)              |
|            | 2001 - 2012  | Yolande Avontroodt (Open Vld) |
|            | 2013 - heden | Dirk Bauwens (N-VA)           |

#### Legislatuur 1995 - 2000
De liberalen gingen in verdeelde slagorde naar de verkiezingen. Zo was er enerzijds de VLD en anderzijds SGLD (Schilde 'sGravenwezel Liberalen Democraten) van voormalig schepen Etienne Keller. Burgemeester werd Dirk Nuyts (CVP).

#### Legislatuur 2001 - 2006
Burgemeester werd Yolande Avontroodt, zij leidde een coalitie van VLD met het kartel CVP-VU-ID. Voorts bestond het schepencollege uit Etienne Keller, Dirk Roosen (beide VLD), Steven Dietvorst, Raf De Ridder (beide CVP) en Jef Couwels (VU-ID). OCMW-voorzitter was Jan Van den Fonteyne (VLD).

#### Legislatuur 2007 - 2012
Burgemeester werd opnieuw Yolande Avontroodt  (VLD) in een coalitie met het kartel CD&V-N-VA. Voorts bestond het schepencollege uit Etienne Keller, Dirk Roosen (beide VLD), Steven Dietvorst, Anke Fierens en Lieve Struyf (CD&V). Lieve Struyf was ook OCMW-voorzitter.

#### Legislatuur 2013 - 2018
Burgemeester wordt Dirk Bauwens (N-VA). Hij leidt een coalitie bestaande uit N-VA en CD&V. Voorts bestond het schepencollege uit Steven Dietvorst, Anke Fierens, Lieve Struyf (allen CD&V) en Kathleen Krekels, Peter Mendonck en Leen Scholiers (allen N-VA). Leen Scholiers was ook OCMW-voorzitter. N-VA en CD&V vormen een meerderheid met 14 op 25 zetels. In de aanloop naar de start van deze nieuwe meerderheid, ontstond er commotie toen bleek dat Dirk Bauwens voor de verkiezingen een voorakkoord met de VLD van Yolande Avontroodt had getekend, echter zonder medeweten van het partijbestuur van N-VA. Zijn partij voelde zich dan ook niet aan dit voorakkoord gebonden . Sebastiaan Rubberecht (CD&V) neemt het voorzitterschap van de gemeenteraad op zich.

#### Legislatuur 2019-2024
De gemeenteraadsverkiezingen van 2018 werden gewonnen door N-VA in Schilde. De coalitie verandert wel omdat Open Vld opnieuw haar intrede maakt in de meerderheid, ten koste van CD&V. Met 20 op 25 zetels beschikt het nieuwe gemeentebestuur over een comfortabele meerderheid. Dirk Bauwens blijft burgemeester en zetelt samen met zijn partijgenoten Kathleen Krekels, Peter Mendonck en Pascale Gielen in het college van burgemeester en schepenen. Open Vld vaardigt op haar beurt Olivier Verhulst en Marian Van Alphen af als schepenen. Ten slotte neemt de liberaal Yolande Avontroodt het voorzitterschap van de gemeenteraad op zich.

#### Legislatuur 2024-2030
Bij de gemeenteraadsverkiezingen van oktober 2024 bleef N-VA de grootste partij. De coalitie met Open Vld, dat was opgekomen onder de naam Lokaal Liberaal werd verdergezet en  beschikte over 19 van de 27 zetels in de gemeenteraad. Dirk Bauwens bleef burgemeester en ging met zijn partijgenoten Kathleen Krekels, Pascale Gielen, Valerie Michel en Christian Hazard in het schepencollege zetelen. Lokaal Liberaal stuurde Marian Van Alphen en Valérie Van Genechten naar het college van burgemeester en schepenen en stelde Olivier Verhulst aan als voorzitter van de gemeenteraad.

#### Resultaten gemeenteraadsverkiezingen sinds 1976
| Partij of kartel     | Partij of kartel                           | 10-10-1976 | 10-10-1976 | 10-10-1982 | 10-10-1982 | 9-10-1988 | 9-10-1988 | 9-10-1994 | 9-10-1994 | 8-10-2000 | 8-10-2000 | 8-10-2006 | 8-10-2006 | 14-10-2012 | 14-10-2012 | 14-10-2018 | 14-10-2018 | 13-10-2024 | 13-10-2024 |
| Stemmen / Zetels     | Stemmen / Zetels                           | %          | 23         | %          | 25         | %         | 25        | %         | 25        | %         | 25        | %         | 25        | %          | 25         | %          | 25         | %          | 27         |
| -------------------- | ------------------------------------------ | ---------- | ---------- | ---------- | ---------- | --------- | --------- | --------- | --------- | --------- | --------- | --------- | --------- | ---------- | ---------- | ---------- | ---------- | ---------- | ---------- |
|                      | CVP1 / CD&V+N-VAA / CD&V2 / Dorp243        | 47,751     | 13         | 46,651     | 15         | 43,411    | 12        | 34,751    | 10        | 27,261    | 8         | 26,02A    | 7         | 19,102     | 5          | 9,82       | 2          | 18,83      | 5          |
|                      | VU1 / VU&ID2 / CD&V+N-VAA / N-VA3          | 25,771     | 7          | 16,861     | 5          | 15,811    | 4         | -         |           | 5,872     | 1         | 26,02A    | 7         | 32,183     | 9          | 41,33      | 12         | 42,73      | 12         |
|                      | PVV1 / VLD2 / Open Vld3 / Lokaal Liberaal4 | 12,741     | 2          | 12,721     | 3          | 19,221    | 5         | 17,862    | 5         | 36,552    | 11        | 36,542    | 11        | 30,293     | 9          | 30,53      | 8          | 25,64      | 7          |
|                      | SGLD                                       | -          |            | -          |            | -         |           | 11,94     | 3         | -         |           | -         |           | -          |            | -          |            | -          |            |
|                      | Agalev1 / Groen!2 / Groen3                 | -          |            | -          |            | 13,421    | 3         | -         |           | 8,471     | 1         | 6,612     | 1         | 7,673      | 1          | 10,03      | 2          | -          |            |
|                      | Vlaams Blok1 / Vlaams Belang2              | -          |            | 4,111      | 0          | -         |           | 12,31     | 3         | 15,241    | 4         | 21,552    | 6         | 8,322      | 1          | 8,42       | 1          | 13,02      | 3          |
|                      | Schilwezel                                 | -          |            | -          |            | -         |           | -         |           | -         |           | -         |           | 2,44       | 0          | -          |            | -          |            |
|                      | SP1 / sp.a2                                | 8,351      | 1          | 6,931      | 1          | 8,131     | 1         | 7,171     | 1         | 4,421     | 0         | 3,082     | 0         | -          |            | -          |            | -          |            |
|                      | GEMBEL1 / Gemeentebelangen2                | -          |            | -          |            | -         |           | 6,61      | 1         | -         |           | 4,432     | 0         | -          |            | -          |            | -          |            |
|                      | ANDERS                                     | -          |            | -          |            | -         |           | -         |           | -         |           | 1,06      | 0         | -          |            | -          |            | -          |            |
|                      | MICHEL                                     | -          |            | -          |            | -         |           | -         |           | 1,53      | 0         | -         |           | -          |            | -          |            | -          |            |
|                      | SOS-LM                                     | 5,38       | 0          | 7,1        | 1          | -         |           | 9,38      | 2         | -         |           | -         |           | -          |            | -          |            | -          |            |
|                      | KD                                         | -          |            | 5,62       | 0          | -         |           | -         |           | -         |           | -         |           | -          |            | -          |            | -          |            |
|                      | Anderen(*)                                 | -          |            | -          |            | -         |           | -         |           | 0,67      |           | 0,71      |           | -          |            | -          |            | -          |            |
| Totaal stemmen       | Totaal stemmen                             | 9988       | 9988       | 11339      | 11339      | 12537     | 12537     | 12867     | 12867     | 13066     | 13066     | 13540     | 13540     | 13349      | 13349      | 13726      | 13726      | 9942       | 9942       |
| Opkomst %            | Opkomst %                                  |            |            |            |            | 93,78     | 93,78     | 91,57     | 91,57     | 90,86     | 90,86     | 92,92     | 92,92     | 89,67      | 89,67      | 90,8       | 90,8       | 63,9       | 63,9       |
| Blanco en ongeldig % | Blanco en ongeldig %                       | 4,6        | 4,6        | 3,31       | 3,31       | 3,21      | 3,21      | 5,49      | 5,49      | 2,59      | 2,59      | 2,43      | 2,43      | 1,62       | 1,62       | 2,1        | 2,1        | 0,7        | 0,7        |

De rode cijfers naast de gegevens duiden aan onder welke naam de partijen telkens bij een verkiezing opkwamen.
De zetels van de gevormde meerderheid staan vetjes afgedrukt. De grootste partij is in kleur.
 (*) 2000: V.B. (0,67%) / 2006: L.o.s.-S. (0,71%)

## Cultuur

### Gemeentedichters
2010: Monique Snoeckx

### Evenementen
- 1 mei-feestmarkt met 1 meikermis (1-3 mei)
- Dorpsdag 's Gravenwezel (5 juni)
- Kleine kermis (5-8 juni)
- Schilde Feest!: avondmarkt, braderij en Steenwegkermis (25 juni)
- Carrousel Zomeravonden (Iedere dinsdag in augustus)
- Grote kermis (21-24 augustus)
- Wezel Culinair (september)
- Torenkenskermis (9-11 oktober)
- Kiekefeest (maart, exacte dag wisselt)
- Schil On Stage

## Religie en levensbeschouwing
De gemeente wordt onderverdeeld in drie parochies, met name Sint-Catharina ('s-Gravenwezel), Sint-Guibertus (Schilde-dorp), Onze-Lieve-Vrouw ten Hemel Opgenomen (Schilde-Bergen). Deze maken deel uit van de pastorale eenheid Heilige Veronica van het Bisdom Antwerpen.

## Economie
- Schilde maakt deel uit van het Economisch Netwerk Albertkanaal.
- Dinsdag en woensdag zijn 'marktdag' te Schilde
- 's Graevenhof: restaurant en congrescentrum

## Onderwijs

### Kleuter- en lager onderwijs
- Gemeentelijke lagere school De Wingerd
- Heilig Hart van Maria-instituut lager onderwijs
- Sint-Ludgardis Openluchtschool
- Vrije basisschool Wonderwijzer
- Gemeenschapsonderwijs Vennebos
- Gemeenschapsonderwijs Zonnedauw¨
- Gemeenschapsonderwijs Xplo-Vennebos
- Buitengewoon onderwijs Medisch Pedagogisch Instituut (MPI) Zonnebos

### Secundair onderwijs
- Heilig Hart van Maria-instituut
- Koninklijk Atheneum Schilde, Campus Vennebos
- School voor Buitengewoon Secundair Onderwijs (SBSO) Zonnebos

## Sport
- Schilde SK: voetbalclub die is aangesloten bij de Koninklijke Belgische Voetbalbond (KBVB) met stamnummer 1089 en heeft geel-zwart als kleuren. De ploeg is opgericht in 1927 en speelt in de 3de provinciale reeks van Antwerpen.
- KSK 's-Gravenwezel: deze voetbalploeg uit 's-Gravenwezel met stamnummer 4536 is aangesloten bij de KBVB en werd opgericht op 7 juni 1946. De eerste ploeg van de club speelt in 2de Provinciale van de Provincie Antwerpen. Terwijl de dames uitkomen in 1ste provinciale. De clubkleuren zijn zwart-rood.
- Real Roda Schilde: zaalvoetbalclub die uitkomt in de 1ste provinciale reeks van de Vlaamse Zaalvoetbalbond (VZVB)
- Schilde Diabolos Rugbyclub: deze rugbyclub komt uit in de derde divisie van de Belgische Rugbybond: Rugby Belgium. De club werd opgericht in 1991. De damesclub speelt in de tweede divisie A. Het was de derde club in België die een ploeg had in elke leeftijdscategorie. In 2002 werd onder leiding van Alex Michiels een rugbyschool opgericht.
Titels: kampioenstitel 4de divisie (1994-'95), finalist Beker van Vlaanderen (1999-'00), kampioenstitel 4de divisie (2002-'03), winnaar Beker van België (2004-'05), kampioenstitel 1ste regionale (2008-'09). Reeds verschillende spelers werden gekwalificeerd voor de nationale ploeg.
- VOS Schilde: volleybalclub die uitkomt in de tweede provinciale reeks van de Vlaamse Volleybalbond (VVB) onder stamnummer AA1857.
- BOT Schilde: basketbalclub die uitkomt in de tweede provinciale. De club werd in het seizoen 2007-2008 kampioen in de 3de provinciale Antwerpen.
- TTK Schilde: deze tafeltennisclub won in 2003-'04 de kampioenstitel in de Superafdeling en is de club van de individueel kampioen van dat jaar, Bart Bistiaux.
- Schilde Atletiek Club (SAC): atletiekclub van de beloftevolle Kristel Bertels (BK 2007 beloften en scholieren) en een onderafdeling van AC Lierse
- Rinkven International Golf & Country Club: een golfclub in 's-Gravenwezel die werd opgericht in 1981. Het professioneel baanrecord staat op naam van Didier De Vooght met een score van 68.
- Lafayette: schermkring

## Bekende inwoners

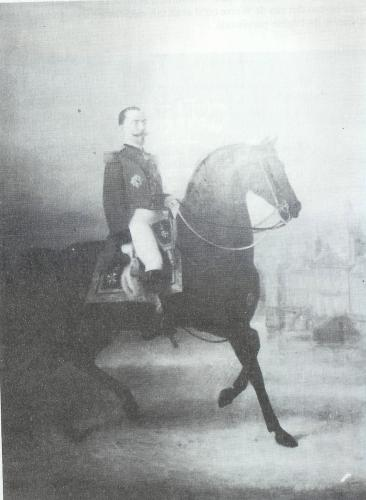
Henri, baron van de Werve en van Schilde, was burgemeester van Schilde gedurende 52 jaar, en dit tot zijn dood in 1924

Bekende personen die geboren of woonachtig zijn of waren in Schilde of een andere significante band met de gemeente hebben:
- Yolande Avontroodt, politica
- Nancy Feber, Professionele tennisspeelster - WTA
- Leo Beenhakker, voetbaltrainer
- Kris Boeckmans, wielrenner
- Ellis Brandon, Nederlands Engelandvaarder
- Hendrik Conscience, schrijver
- Stephanie De Groof, hockeyspeelster
- Véronique De Kock, presentatrice en model
- Eric Melaerts, muzikant
- Dirk Nuyts, politicus
- Piet Van den Heuvel, muzikant, zanger
- Greet Rouffaer, actrice
- Gaston van de Werve de Schilde, politicus voor de Katholieke Partij.
- Albert Van Dyck, animistische, kunstenaar
- Charles Van Nyen (1933 - 2013), politicus
- Lodewijk de Vocht (1887-1977), componist en dirigent

## Nabijgelegen kernen
Oelegem, Halle, 's-Gravenwezel, Wijnegem